# Bohdan Kohut
Bohdan Ihorowycz Kohut, ukr. Богдан Ігорович Когут (ur. 10 października 1987 we Lwowie) – ukraiński piłkarz, grający na pozycji bramkarza.

## Kariera piłkarska

### Kariera klubowa
Wychowanek klubu Karpaty Lwów, barwy których bronił w juniorskich mistrzostwach Ukrainy (DJuFL). 30 kwietnia 2006 roku rozpoczął karierę piłkarską w drugiej drużynie Karpat, ale w podstawowym składzie nie udało się zagrać. W sezonie 2009/10 został wypożyczony do Spartakusu Szarowola. Po powrocie do Ukrainy od 2011 grał w klubach FK Lwów, Obołoń Kijów i FK Sewastopol, ale nie zatrzymał się na długo w żadnej z drużyn. Od sezonu 2012/13 bronił barw Bukowyny Czerniowce. Opuścił klub w styczniu 2014 roku. Wiosną 2014 roku doznał poważnej kontuzji, której leczenie trwało sześć miesięcy. Został wolnym agentem, a zimą 2015 roku wrócił do Bukowyny Czerniowce, gdzie otrzymał opaskę kapitana. Latem 2015 roku został zawodnikiem klubu Zaria Bielce, ale nie udało mu się zadebiutować w mołdawskiej drużynie. Na początku 2016 roku przeszedł do Desny Czernihów, ale już latem tego samego roku opuścił drużynę. W lipcu 2016 przeniósł się do Weresu Równe. 12 stycznia 2018 klub anulował kontrakt z piłkarzem. 29 stycznia 2018 zasilił skład Wołyni Łuck. Od lipca 2019 roku występował w amatorskim zespole ODEK Orżew. 7 lutego 2020 roku ponownie podpisał kontrakt z Weresem Równe.

## Sukcesy i odznaczenia

### Sukcesy klubowe
- mistrz Pierwszej ligi Ukrainy: 2020/21
- brązowy medalista Pierwszej ligi Ukrainy (3): 2011/12, 2016/17, 2018/19
- mistrz III ligi Polski: 2009/10